# Саксонское восстание (1077—1088)
Саксонское восстание (1077—1088) — восстание, последовавшее за Саксонским восстанием 1073–1075 годов и поднятое группой саксонских, баварских и каринтийских князей, недовольных властью императора Генриха IV.

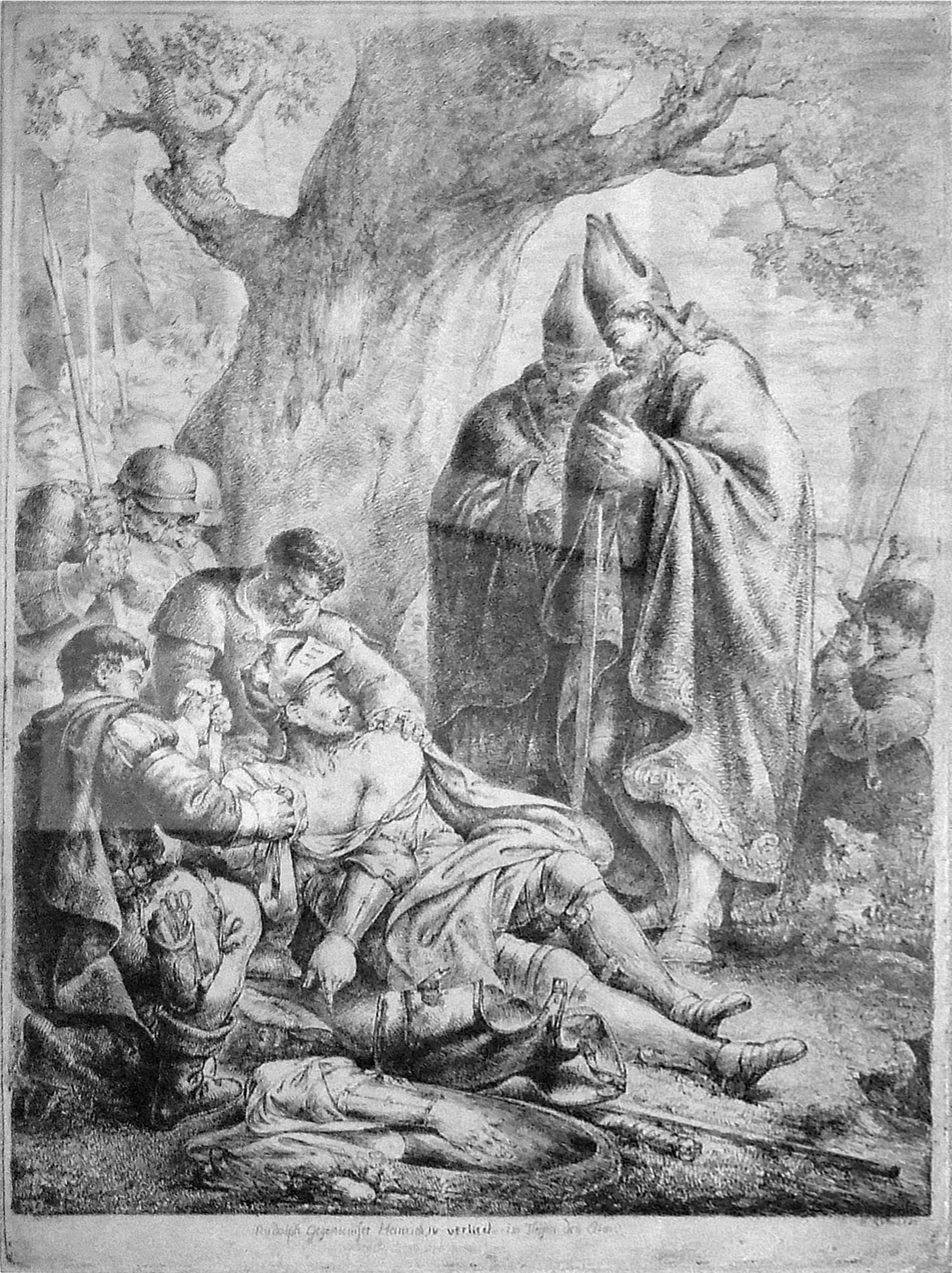
Ранение Рудольфа в битве при Эльстере

## Ход событий
Имперская знать воспользовалась слабостью императора Генриха IV, когда он был отлучен от церкви папой Григорием VII, и в марте 1077 года собралась на собор в Форххайме (Оберфранкене). Саксонские, баварские и каринтийские князья, несмотря на состоявшееся к этому времени примирение между папой и Генрихом, решил настаивать на своем желании расширить свою власть. Они выбрали королём Германии Рудольфа Рейнфельденского, который в мае 1077 года был коронован в Майнце одним из заговорщиков, Зигфридом I, архиепископом Майнца. Горожане восстали и вынудили Рудольфа, архиепископа и других дворян бежать в Саксонию.
Генрих постепенно отвоевал у Рудольфа принадлежавшую ему Швабию. Битва при Мелльрихштадте (7 августа 1077 года) закончилась безрезультатно. После поражения войск Генриха в битве при Флархейме (27 января 1080 года) папа Григорий VII в марте 1080 года начал вторую анафему (отлучение) Генриха, тем самым поддержав Рудольфа.
В ответ Генрих в июне 1080 года в Бамберге и Бриксене созвал синод высшего немецкого духовенства, который низложил папу Григория и заменил его примасом Равенны Гибертом (известен как антипапа Климент III), тем самым подтвердив традиционное право императоров Священной Римской империи назначать папу через коллегию кардиналов.
4 октября 1080 года армии двух соперничающих королей встретились на реке Белый Эльстер во время битвы при Эльстере, на равнине Лейпцига, и войска Генриха снова потерпели военное поражение. Тем не менее поражение стало стратегической победой для Генриха, так как Рудольф был смертельно ранен и умер на следующий день.
В течение следующих нескольких лет гражданская война переместилась к югу от Альп. Пока Генрих проводил там кампанию, немецкая аристократия избрала королём Германа Сальмского. План Германа собрать армию на берегах Дуная и выступить в Италию в поддержку папы был сорван смертью в январе 1083 года его главного вассала, Оттона Нортхеймского. 
Кампания Генриха против папы Григория в Италии завершилась захватом Рима, и 31 марта 1084 года Генрих был коронован как император Священной Римской империи антипапой Климентом III, за неделю до этого возведенным на престол как папа римский в церкви Святого Иоанна Латеранского. Это поставило антикороля Германа Сальмского в неловкое положение.
Когда Генрих, теперь коронованный император Священной Римской империи, вернулся на север и прибыл в 1085 году в Саксонию с армией, Герман бежал в Данию. Однако он вернулся в союзе с Вельфом, герцогом Баварии, и в 1086 году победил императора в битве при Плейхфельде, на реке Майн, взяв Вюрцбург.
Однако вскоре после победы Герману надоело быть пешкой в руках князей, и он удалился в свои родовые имения. К 1088 году восстание закончилось.